# Humoresque (film, 1946)
Pour les articles homonymes, voir Humoresque (homonymie).
Pour plus de détails, voir Fiche technique et Distribution.
Humoresque est un film américain réalisé par Jean Negulesco, sorti en 1946.

## Synopsis
Issu d’une famille modeste, Paul Boray est un jeune violoniste doué et ambitieux qui rencontre des difficultés à percer. Un soir, il est invité à une réception mondaine donnée par Helen Wright. Femme fortunée et mécène de jeunes artistes, Helen est mariée à un homme d'âge mûr, Victor, qui ferme les yeux sur les infidélités de sa femme. Fascinée par la personnalité de Paul, Helen tente de se rapprocher du jeune violoniste, mais il rejette ses avances. Elle l’aide néanmoins à rencontrer des personnes influentes dans le monde musical afin qu’il réussisse et sa carrière prend enfin de l’essor. Paul répond finalement aux avances de son mécène et les deux amants connaissent un amour passionné. Inquiète de leur relation, la mère de Paul va s’opposer ouvertement à leur liaison. Une autre fois Helen aperçoit dans un bar Paul en compagnie d’une amie d’enfance, amoureuse également de lui. Paul a exercé depuis L'âge de 11 ans la profession de violoniste . Cette rencontre sera décisive, plus tard, dans la décision d'Helen de mettre fin à ses jours. Afin d'en apprendre un peu plus, Helen va à la rencontre de la mère de Paul dans l'appartement au dessus de l'épicerie ou le père de Paul a toujours exercé sa profession d'épicier. Helen pose des questions sur leur relation et bien que Paul aime réellement Helen, sa passion pour son art prend peu à peu le pas sur leur liaison. Un soir où il joue un concert Helen l’écoute à radio ayant refusé d’aller à la représentation. Persuadée de l’impossibilité de leur relation, Helen se dirige vers la plage et s’éloigne dans l’océan.

## Fiche technique
- Titre : Humoresque
- Titre original : Humoresque
- Réalisation : Jean Negulesco
- Scénario : Clifford Odets, Zachary Gold d'après une nouvelle de Fannie Hurst
- Production : Jerry Wald
- Société de production : Warner Bros. Pictures
- Musique : Franz Waxman
- Photographie : Ernest Haller
- Montage : Rudi Fehr
- Conseiller musical : Isaac Stern
- Direction artistique : Hugh Reticker
- Costumes : Adrian et Bernard Newman
- Distribution : Warner Bros. Pictures
- Langue : anglais
- Pays d'origine : États-Unis
- Format : Noir et blanc - Son : Mono (RCA Sound System)
- Genre : Mélodrame
- Durée : 125 minutes
- Date de sortie : États-Unis 25 décembre 1946

## Distribution
- Joan Crawford : Helen Wright
- John Garfield : Paul Boray
- Oscar Levant : Sid Jeffers
- J. Carrol Naish : Rudy Boray
- Joan Chandler : Gina
- Tom D'Andrea : Phil Boray
- Peggy Knudsen : Florence
- Ruth Nelson : Esther Boray
- Richard Gaines : Bauer
- Fritz Leiber : Anatole Hagerstrom, le chef d'orchestre
- Paul Cavanagh : Victor Wright
- John Abbott : Rozner
- Tommy Cook : Phil Boray enfant
- Nestor Paiva (non crédité) : Le chef d'orchestre à la séance-radio

## Autour du film
- C’est le célèbre violoniste américain Isaac Stern qui double John Garfield dans les scènes où il joue du violon. À l’image, les bras d’un violoniste se substituent à celui de l’acteur dans les plans rapprochés : le procédé était si convaincant que John Garfield fut sollicité plusieurs fois par la presse pour improviser un morceau au violon au moment de la sortie du film !

## Liens  externes
- Ressources relatives à l'audiovisuel :   - AllMovie
  - Allociné
  - American Film Institute
  - Cinémathèque québécoise
  - Filmweb.pl
  - IMDb
  - LUMIERE
  - OFDb
  - Rotten Tomatoes
  - The Movie Database